# Улица Шалвы Дадиани
Улица Шалвы Дадиани (груз. შალვა დადიანს ქუჩა) — улица в Тбилиси, в историческом районе Старый город, от Площади Свободы до улицы Ладо Асатиани.

## История
Проходит по линии крепостной стены Старого города, ныне полностью разрушенной. 
Современное название получила в 1959 году в честь грузинского советского актёра, писателя, общественного деятеля Шалвы Дадиани (1874—1959), после того, как носившееся ей имя Ильи Чавчавадзе было присвоено новому проспекту Тбилиси.
Ранее неоднократно меняла названия — Вельяминовская (1851—1913, по имени генерал-лейтенанта Алексея Александровича Вельяминова, командующего русскими войсками на Кавказе), Ладо Думбадзе (1923—1929), Закфедерации (1929—1933), Ильи Чавчавадзе (1933—1959).
Старая застройка улицы ветшает, рухнула стена жилого дома 1890 года постройки

## Известные жители
д. 14 — прошли детские годы в будущем крупного специалиста-электротехника Ивана Егиазарова.
д. 16 — с 1906 по 1946 год жил народный артист Грузинской ССР (1943), заслуженный артист Армянской ССР (1933), певец, солист Тбилисского театра оперы и балета им. З. Палиашвили Леон Исецкий (Тер-Иоанесянц).

## Достопримечательности

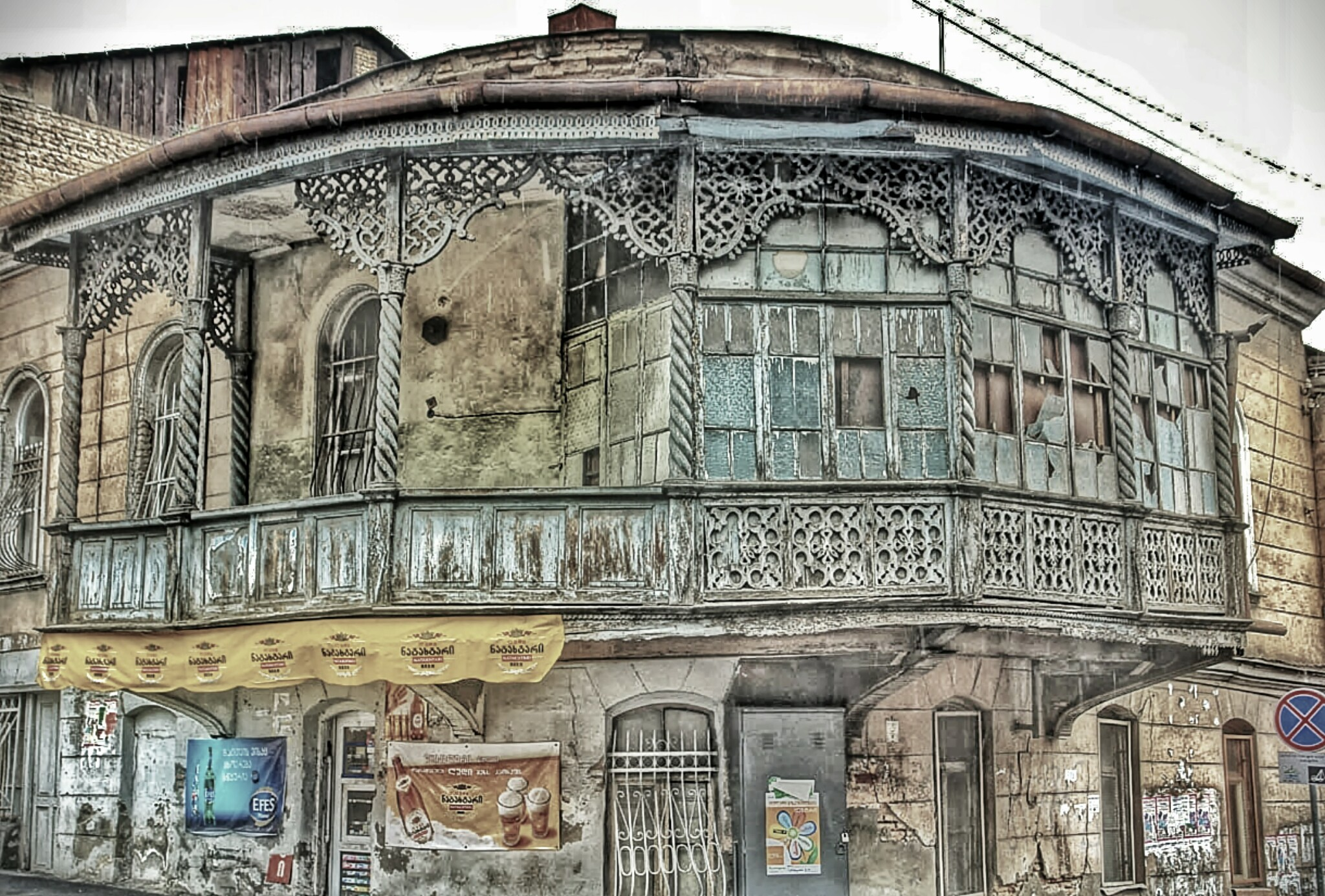
д. 32

д. 18 — Бывший дом Вартанова, уникальные росписи и лепнина парадной
д. 32, на углу с улицей Ладо Асатиани, запечатлён на многих картинах грузинских и русских художников. Дом построен на фундаментах старой крепостной башни. Реконструкция проведена компанией Imposti. Проведенные работы дали интересные находки
Хинкальная «Вельяминов» считается одной из старейших в городе